# Cena barona Schoenecka
Cena barona Schoenecka byla udělována v letech 2012–2020 (2021) jako uznání a ocenění významným osobnostem spojeným s hudbou v Karlových Varech.

## Založení
Cena vznikla v roce 2012 u příležitosti 50. výročí nejstaršího jazzového festivalu v České republice. Mohl ji získat hudebník, hudební pedagog, publicista, manažer či osobnost spojená s jazzovým děním v ČR. Duchovním otcem myšlenky pro její založení byl Alois Ježek, přední kulturní osobnost Karlových Varů.
Cena byla pojmenována po výrazné karlovarské osobnosti Antonu J. V. Schoeneckovi, s přídomkem „baron z Coney Islandu“, který byl nejen vynikajícím muzikantem, ale ve své době i morálním vzorem občanského života.

## Kolegium
Dne 30. června 2012 byla podepsána zakládací listina, která stanovila následující pravidla:
- Ceny budou udělovány při významných společenských jazzových událostech v Karlových Varech, rodišti a místu odpočinku Antona J. V. Schoenecka.
- Podobu ceny určuje po vzájemné dohodě jmenované osobnosti kolegium zakladatelských organizací.
- Garantem ceny jsou tyto kulturní zakladatelské organizace a jimi jmenované osobnosti s uděleným výhradním právem:
  - za Forte o.p.s. Jindřich Volf st., ředitel společnosti a manager jazzové agentury,
  - za Jazzový kruh o.s. Milan Krajíc, ředitel JazzFestu Karlovy Vary,
  - za Mezinárodní pěvecké centrum Antonína Dvořáka Karlovy Vary o.p.s. ředitel Alois Ježek, zakladatel mezinárodních jazzových festivalů v Karlových Varech a jejich mnohaletý ředitel,
  - Jana Spirová, dlouholetá vedoucí produkce mezinárodních jazzových festivalů Karlovy Vary,
  - Štěpán Podešt, konferenciér a spoluorganizátor jazzových akcí.

Přesný text podrobněji zde.

## Podoba
Autor podoby ceny je výtvarník – rytec skla (mj. byl zaměstnán u fy Moser), ale též sochař, malíř, ilustrátor knih Josefa Formánka a muzikant Dalibor Nesnídal. Pro každého laureáta vytvářel vždy originál stylizované sošky Antona J. V. Schoenecka. Stála na podstavci z křišťálového skla s vyrytou kopií Schoeneckova autografu a jménem oceněného. Zároveň s cenou obdržel každý držitel certifikát.

## Ukončení
Vzhledem ke změně důvodů, které původně v roce 2012 vedly k založení kolegia Ceny barona Schenecka, rozhodlo se kolegium svoji činnost ukončit a v roce 2020 již cenu neudělovat. Učinilo tak na svém závěrečném jednání 5. srpna 2020. Organizační štáb Mezinárodního jazzového festivalu Jazz Fest Karlovy Vary však rozhodl, že k udělení ceny dojde i v roce 2020. Oceňovaného vybral sám štáb festivalu a cena byla předána jeho jménem. Laureátem se stal Jindřich Volf starší, karlovarská, nejen hudební legenda, původem Jihočech, od roku 1959 Karlovarák.
V roce 2020 byla Cena barona Schoenecka udělena naposledy. Vzhledem k tehdejší pandemii covidu-19 došlo k předání s ročním zpožděním 16. listopadu 2021. Událo se tak na závěrečném koncertu XXXVIII. Mezinárodního jazzového festivalu Karlovy Vary–Sokolov v Národním domě, Karlovy Vary.

## Laureáti
Přehled oceněných, rok a místo udělení ceny:
- 2012 – Svatopluk Košvanec, hudební pedagog a pozounista (trombonista); cena předána při koncertu JazzFestu 18. října 2012 ve Slavnostním sále GH Pupp, Karlovy Vary.
- 2013 – Jaromír Šostok, saxofonista; cena předána 17. října 2013 při koncertu Mezinárodního jazzového festivalu JazzFest '13 v Koncertní síni Antonína Dvořáka v Lázních III, Karlovy Vary.
- 2014 – Jan Spira, klavírista, kapelník, skladatel a hudební pedagog; cena předána 17. října 2014 při koncertu Mezinárodního jazzového festivalu JazzFest Karlovy Vary v Koncertní síni Antonína Dvořáka v Lázních III, Karlovy Vary.
- 2015 – Jaromír Hnilička, trumpetista; nemoc zabránila Jaromíru Hniličkovi cenu převzít osobně, převzal ji majitel vydavatelství Multisonic Karel Vágner a předal ji 31. října 2015 na koncertu ve Vyškově (společně s cenou „Zlatá nota“ od vydavatelství).
- 2016 – Zdeněk Krám, trombonista, kapelník; cena předána 14. října 2016 při koncertu Kvarteta Milana Svobody s Karlovarským symfonickým orchestrem na Mezinárodním jazzovém festivalu JazzFest Karlovy Vary 2016 v koncertním sále Orpheum Národní dům, Karlovy Vary.
- 2017 – Ladislav Gerendáš, trumpetista, herec; cena předána 12. října 2017 na prvním hlavním koncertu Mezinárodního jazzového festivalu JazzFest 2017 v sále Orpheum, Národní dům, Karlovy Vary.
- 2018 – Josef Malypetr, začínal hrou na housle, později na bicí, které se pak staly jeho hlavním nástrojem.[5]
- 2019 – Rudolf Přibil, klavírista, aranžér a hudební pedagog; cena předána 16. října 2019 při koncertu 36. Mezinárodního jazzového festivalu Jazz Fest Karlovy Vary–Sokolov 2019 v Lázních III, Karlovy Vary.
- 2020 (předáno 2021) – Jindřich Volf st., trumpetista, zpěvák a kapelník, učitel matematiky, tělocviku a hry na trubku; cena předána s ročním zpožděním (pandemie covidu-19) 16. listopadu 2021 na závěrečném koncertu XXXVIII. Mezinárodního jazzového festivalu Karlovy Vary–Sokolov, Národní dům, Karlovy Vary.